# Wysoczyzna Kaliska
Wysoczyzna Kaliska (318.12) – część Niziny Południowowielkopolskiej (318.1-2).
Ograniczona jest od południa doliną Baryczy, od północy młodoglacjalnymi morenami żerkowskimi. Na wschodzie sięga poza dolinę Prosny. Od zachodu sąsiaduje z Wysoczyzną Leszczyńską, od południowego wschodu z Kotliną Grabowską, od północnego wschodu z Równiną Rychwalską i Wysoczyzną Turecką. Część Wysoczyzny Kaliskiej, odwadniana przez Orlę do Baryczy, nazywana jest niekiedy Wysoczyzną Koźmińską.
Najwyższe punkty Wysoczyzny to Wzgórza Opatowsko-Malanowskie w okolicach Chełmc (189 m n.p.m.) i Wzgórza Wysockie w rejonie Wysocka Wielkiego (189,4 m n.p.m.). Powierzchnia Wysoczyzny Kaliskiej 2623 km². Wysoczyznę przecina na wschodzie (między Kaliszem i Choczem) dolina Prosny, ponadto przebiegają po niej koryta niewielkich rzek: Trzemnej, Lutyni, Obry, Ołoboku, Orli.
Główne ośrodki miejskie na Wysoczyźnie to Dobrzyca, Jarocin, Kalisz, Koźmin Wielkopolski, Krobia, Krotoszyn, Ostrów Wielkopolski, Pleszew, Nowe Skalmierzyce i Zduny.